# Permanent Record (autobiografie)
Permanent Record (in Nederlandse vertaling: Onuitwisbaar) is een boek geschreven door Edward Snowden en werd gepubliceerd in 2019. 
Edward Snowden is een klokkenluider die in 2013 informatie lekte van de NSA. Het boek gaat voornamelijk over het leven van Edward Snowden, maar het geeft ook informatie over wat en waarom hij publiceerde.

## Verhaal
Het verhaal begint bij Edward Snowdens kindertijd en jeugd. In de eerste hoofdstukken wordt opgebouwd tot en verwezen naar de publicaties in 2013. Daarna vertelt het boek over het begin van Edward Snowdens carrière bij de Inteligence Community. Het eindigt met de onthulling en diens gevolgen voor Edward Snowden en zijn vriendin, Lindsay Mills.